# France Avsec
France Avsec, slovenski gimnazijski profesor matematike in fizike, * 23. avgust 1930, Ljubljana, † 18. december, 2008, Kranj.
Profesor Avsec je bil najprej zaposlen na Zveznem statističnem uradu v Beogradu, nato nekaj let v Murski Soboti, od 1964 do upokojitve 1994 pa je na Gimnaziji Kranj poučeval matematiko, fiziko in računalništvo, ter v okviru fizike tudi astronomijo. Napisal je številne lanke matematično-fizikalne vsebine v revije Obzornik za matematiko in fiziko, Matematika v šoli, Presek in druge. Sam ali v soavtorstvu je napisal več učbenikov. Za svoje pedagoško in raziskovalno delo je leta 1969 je prejel priznanje Društva matematikov, fizikov in astronomov Slovenije. Njegova bibliografija obsega 70 zapisov.

## Izbrana bibliografija
- Kombinatorika, verjetnostni račun, statistika (učbenik) (COBISS)
- Zbirka vaj iz aritmetike, algebre in analize za III. razred srednjih šol (učbenik) (COBISS)
- Astronomija (COBISS)
- Odkritje heliocentričnega sistema (radijska igra) (COBISS)
- Naključnost na računalniku (članek) (COBISS)
- O uporabi računalnika pri iskanju ničel polinoma (članek) (COBISS)